# Baron Beaumont
Baron Beaumont ist ein erblicher britischer Adelstitel in der Peerage of England, der heute als nachgeordneter Titel vom jeweiligen Duke of Norfolk geführt wird.

## Verleihung
Der Titel wurde am 4. März 1309 von König Eduard II. für Sir Henry de Beaumont geschaffen, indem dieser durch Writ of Summons ins königliche Parlament berufen wurde. Er war ein jüngerer Sohn des französischen Vizegrafen von Beaumont-au-Maine aus dem Adelsgeschlecht Brienne. Womöglich war er auch weitläufig mit der englischen Dynastie verwandt, jedenfalls nannte ihn Eduard II. in einer Urkunde consanguineus regis.
Sein Urururenkel, der 6. Baron wurde am 12. Februar 1440 auch zum Viscount Beaumont erhoben. Es war damals die erstmalige Verleihung eines Viscount-Titels in der Peerage of England. Seinem Sohn und Erben, dem 2. Viscount wurden in den Wirren der Rosenkriege wurden ihm 1461 seine Titel aberkannt, 1470 wiederhergestellt, 1471 erneut aberkannt und 1485 wiederhergestellt. Die Viscountcy war nur im Mannesstamm vererblich und erlosch beim kinderlosen Tod des 2. Viscounts 1507. Die Baronie war als Barony by writ auch in weiblicher Linie vererbbar und fiel in Abeyance zwischen den Enkeln seiner Schwester Joan Beaumont († 1466) aus der Nachkommenlinie aus ihrer ersten Ehe mit John Lovel, 8. Baron Lovel.
Diese Abeyance endete erst, als ein Nachkomme aus dieser Familienlinie durch Writ of Summons am 14. Oktober 1840 von Königin Victoria ins House of Lords berufen und damit als 8. Baron Beaumont anerkannt wurde. Beim Tod von dessen jüngerem Sohn, dem 10. Baron, fiel der Titel 1895 in Abeyance zwischen dessen beiden Töchtern. Nach dem Tod der jüngeren Töchter wurde die Abeyance am 1. Juni 1896 zugunsten der Älteren als 11. Baroness beendet. Deren Sohn, der 12. Baron, erbte von seinem Vater 1875 auch den Titel 17. Duke of Norfolk. Die Baronie ist seither ein nachgeordneter Titel des jeweiligen Dukes.

## Liste der Barone und Viscounts Beaumont

Wappen der Familie Beaumont

### Barone Beaumont (1309)
- Henry de Beaumont, 1. Baron Beaumont († 1340)
- John de Beaumont, 2. Baron Beaumont (1318–1342)
- Henry de Beaumont, 3. Baron Beaumont († 1369)
- John Beaumont, 4. Baron Beaumont (1361–1396)
- Henry de Beaumont, 5. Baron Beaumont (1379/80–1413)
- John Beaumont, 6. Baron Beaumont (1409–1460) (1440 zum Viscount Beaumont erhoben)

### Viscounts Beaumont (1440)
- John Beaumont, 1. Viscount Beaumont, 6. Baron Beaumont (1409–1460)
- William Beaumont, 2. Viscount Beaumont, 7. Baron Beaumont (1438–1507) (Viscountcy erloschen, Baronie abeyant)

### Barone Beaumont (1309, Fortsetzung)
- Miles Stapleton, 8. Baron Beaumont (1805–1854) (Abeyance 1840 beendet)
- Henry Stapleton, 9. Baron Beaumont (1848–1892)
- Miles Stapleton, 10. Baron Beaumont (1850–1895) (Titel abeyant)
- Mona Stapleton, 11. Baroness Beaumont (1894–1971) (Abeyance 1896 beendet)
- Miles Fitzalan-Howard, 17. Duke of Norfolk, 12. Baron Beaumont (1915–2002)
- Edward Fitzalan-Howard, 18. Duke of Norfolk, 13. Baron Beaumont (* 1956)

Titelerbe (Heir apparent) ist der älteste Sohn des aktuellen Titelinhabers, Henry Miles Fitzalan-Howard, Earl of Arundel (* 1987).